# Jorge Meurer Bartholdy
Jorge Meurer Bartholdy (Santa Cruz do Sul, nascido em 3 de abril de 2001), conhecido apenas como Jorge, é um futebolista brasileiro que atua como goleiro. Atualmente, joga no Grêmio.

## Carreira

### Início
Natural de Santa Cruz do Sul, Rio Grande do Sul, Jorge passou pelas categorias de base do Avenida e do Santa Cruz-RS. Promovido ao elenco principal deste último em 2021, não chegou a atuar em partidas oficiais e retornou ao Avenida em julho do mesmo ano.
Em 2022, Jorge foi emprestado ao São Borja, onde fez sua estreia como profissional no dia 31 de julho, em uma vitória em casa por 3–0 sobre o Atlético Carazinho, válida pelo Campeonato Gaúcho Série B. No início da pré-temporada de 2023, voltou ao Avenida, mas novamente não teve oportunidades e transferiu-se para o Glória, onde se tornou titular.
Em agosto de 2023, Jorge foi anunciado como reforço do América-TO, atuando como reserva. Iniciou a temporada de 2024 defendendo o Itabuna, antes de retornar ao Glória em abril.
Em agosto de 2024, Jorge acertou com o Gaúcho para a disputa da Copa FGF daquele ano, sendo titular absoluto. Em 21 de novembro, foi emprestado ao Pelotas para a disputa do Campeonato Gaúcho de 2025. Apesar do rebaixamento da equipe, Jorge foi titular em todas as 14 partidas do clube, sendo um dos destaques da campanha.

### Grêmio
Em 22 de março de 2025, Jorge foi anunciado como novo reforço do Grêmio, assinando contrato por duas temporadas.

## Títulos
- Avenida

Copa FGF: 2018
- Santa Cruz

Copa FGF: 2020
Grêmio
- Recopa Gaúcha 2025